# Чемпионат России по футболу среди женщин 2004 (первый дивизион)
Первый дивизион по футболу среди женских команд 2004 — 13-й футбольный турнир Первого дивизиона — второго по силе дивизиона в системе женских футбольных лиг России. Победителем Первого дивизиона стал казахстанский клуб Алма-КТЖ (Алма-Ата), который заявился в Первый дивизион чемпионата России, а также в Кубок 2004 с целью подготовки к матчам Кубка УЕФА. Так как Алма-КТЖ не имела права играть в следующем Чемпионате России, на повышение в Высший дивизион 2005 вышли Приалит и Нева, занявшие 2 и 3 места.

## Участники
Сводная статистика участников
учтены матчи завершённых сезонов
без учёта мячей забитых в сериях послематчевых пенальти
с учётом технических результатов

| команда          | команда         | сезоны | сезоны               | Результаты выступлений | Результаты выступлений | Результаты выступлений | Результаты выступлений | Результаты выступлений | Результаты выступлений | Результаты выступлений | Результат в сезоне 2003                | Примечания              |
| наименование     | город           | #      | года                 | И                      | В                      | Н                      | П                      | ЗМ                     | ПМ                     | РМ                     | Результат в сезоне 2003                | Примечания              |
| ---------------- | --------------- | ------ | -------------------- | ---------------------- | ---------------------- | ---------------------- | ---------------------- | ---------------------- | ---------------------- | ---------------------- | -------------------------------------- | ----------------------- |
| Виктория         | Белгород        | 5      | 1997—1999, 2002—2003 | 56                     | 13                     | 3                      | 40                     | 56                     | 152                    | -96                    | Первый дивизион, 4-е место             |                         |
| Есения           | Рыбное          | 4      | 2000—2003            | 46                     | 4                      | 4                      | 26                     | 28                     | 178                    | -150                   | Первый дивизион, 5-е место             | Есения-СФАТ (2002—2003) |
| Анненки          | Калуга          | 3      | 2000—2002            | 36                     | 26                     | 4                      | 6                      | 135                    | 29                     | +106                   | Высший дивизион, 8-е место             |                         |
| Балтия-Локомотив | Калининград     | 3      | 2001—2003            | 32                     | 4                      | 1                      | 15                     | 23                     | 85                     | -62                    | Первый дивизион, Зона Запад, 4-е место | Балтия (2001—2003)      |
| Приалит          | Реутов          | 2      | 2002—2003            | 22                     | 6                      | 4                      | 12                     | 19                     | 45                     | -26                    | Первый дивизион, 6-е место             |                         |
| Нева             | Санкт-Петербург | 1      | 2003                 | 10                     | 5                      | 2                      | 3                      | 17                     | 9                      | +8                     | Первый дивизион, 3-е место             |                         |
| Алма-КТЖ         | Алма-Ата        | —      | —                    | —                      | —                      | —                      | —                      | —                      | —                      | —                      | —                                      | дебютант                |

Клуб Первого дивизиона 2003 «Катюша» прекратил существование в межсезонье.

## Турнирная таблица
| Поз | Команда                        | И  | В  | Н | П  | МЗ | МП | РМ  | О  | Квалификация или выбывание |
| --- | ------------------------------ | -- | -- | - | -- | -- | -- | --- | -- | -------------------------- |
| 1   | Алма-КТЖ (Алма-Ата)            | 12 | 10 | 0 | 2  | 63 | 7  | +56 | 30 |                            |
| 2   | Приалит (Реутов)               | 12 | 10 | 0 | 2  | 34 | 7  | +27 | 30 | Переход в Высший дивизион  |
| 3   | Нева (Санкт-Петербург)         | 12 | 8  | 0 | 4  | 31 | 15 | +16 | 24 | Переход в Высший дивизион  |
| 4   | Виктория (Белгород)            | 12 | 5  | 2 | 5  | 20 | 15 | +5  | 17 |                            |
| 5   | Анненки (Калуга)               | 12 | 3  | 1 | 8  | 16 | 28 | -12 | 10 |                            |
| 6   | Балтия-Локомотив (Калининград) | 12 | 3  | 1 | 8  | 4  | 37 | -33 | 10 |                            |
| 7   | Есения (Рыбное)                | 12 | 1  | 0 | 11 | 1  | 60 | -59 | 3  |                            |

1. ↑  «Алма-КТЖ» участвовала в розыгрыше вне командного зачёта без права участия в Высшем дивизионе 2005
2. 1 2  Разность забитых и пропущенных мячей в личных встречах: Анненки: +3, Балтия-Локомотив: -3

## Результаты матчей
7 команд сыграли каждая с каждой в два круга (дома и в гостях). Домашние игры Алмы-КТЖ проходили в Коломне.
| Команда                        | АЛМ | ПРИ | НЕВ | ВИК | АНН  | БАЛ | ЕСЕ  |
| ------------------------------ | --- | --- | --- | --- | ---- | --- | ---- |
| Алма-КТЖ (Алма-Ата)            |     | 3:0 | 0:3 | 3:0 | 11:0 | 7:0 | 13:0 |
| Приалит (Реутов)               | 3:0 |     | 1:2 | 2:0 | 3:1  | 5:0 | 7:0  |
| Нева (Санкт-Петербург)         | 0:6 | 0:1 |     | 3:0 | 3:1  | 4:0 | 7:0  |
| Виктория (Белгород)            | 1:2 | 0:1 | 5:2 |     | 1:1  | 4:0 | 4:0  |
| Анненки (Калуга)               | 0:2 | 1:3 | 0:2 | 0:2 |      | 4:0 | 3:0  |
| Балтия-Локомотив (Калининград) | 0:7 | 0:4 | 1:0 | 1:1 | 1:0  |     | 1:0  |
| Есения (Рыбное)                | 0:9 | 0:4 | 0:5 | 0:2 | 0:5  | 1:0 |      |

 Домашняя победа  •  Ничья •  Домашнее поражение
1. 1 2  Технический результат
2. ↑  Технический результат — матч закончился счётом 0:4